# Raney Aronson-Rath
Pour les articles homonymes, voir Aronson.
Raney Aronson-Rath, née le 31 octobre 1970, est une productrice américaine.
Elle est connue pour avoir produit Frontline, la série phare de journalisme d'investigation de PBS. 
Raney Aronson est reconnue internationalement pour son travail visant à élargir le journalisme d'investigation original de la série PBS et dirige le développement éditorial et l'exécution de la série. Aronson-Rath a rejoint Frontline en 2007 en tant que productrice senior. Elle a été nommée productrice exécutive adjointe en 2012 par David Fanning (en), le fondateur de la série, puis est devenue productrice exécutive en 2015.

## Biographie
Raney Aronson-Rath grandit dans le Vermont. Elle obtient une licence en études sud-asiatiques et en histoire de l'Université du Wisconsin. Elle a obtenu sa maîtrise à la Graduate School of Journalism de l'Université Columbia.
Au début de sa vie professionnelle, Aronson-Rath travaille à Taipei, à Taiwan, pour un petit quotidien de langue anglaise, The China Post, où elle décide de s'engager dans une carrière de journaliste. Plus tard, Aronson-Rath développe et gère plus d'une douzaine de partenariats journalistiques avec des médias d'information, notamment ProPublica, Marketplace, PBS NewsHour, The New York Times, CBC Television et Univision.
Elle a reçu de nombreuses distinctions pour la production du long métrage documentaire 20 Jours à Marioupol, qui a été présenté en avant-première au Festival du film de Sundance 2023 et a remporté le prix du meilleur long métrage documentaire lors de la 96e cérémonie des Oscars. Au festival de Sundance, le film a remporté le concours Sundance World Cinema Documentary Competition,,. Le film est également sélectionné comme candidature ukrainienne pour l’Oscar du meilleur long métrage international, mais n'a finalement pas été nommé dans cette catégorie,.

## Prix et distinctions
Aronson-Rath a été membre du MIT Open Doc Lab de 2014 à 2015. Aronson-Rath a été intervenante au Skoll World Forum, à l'Aspens Ideas Summit, à la National Scholastic Press Association 's High School Journalism Convention, à la Columbia University Graduate School of Journalism et à la conférence The Power of Narrative Journalism.
Depuis 2015, l'émission Frontline a remporté de nombreuses distinctions sous sa direction, notamment l'Oscar du meilleur long métrage documentaire pour 20 Jours à Marioupol, le prix Alfred I. duPont–Columbia University, les IRE Awards, le prix George Foster Peabody, le prix Peabody-Facebook Futures of Media, le National Academy of Television Arts and Sciences Emmy Award, le Robert F. Kennedy Journalism Award, les Overseas Press Club Awards, le prix Scripps Howard et les Writer's Guild Awards, et le prix Dupont-Columbia Gold Baton 2019, entre autres.

## Filmographie partielle

### Au cinéma
- 2011 :  The Interrupters  (productrice senior de séries pour Frontline)
- 2016 :  Watani: My Homeland  (productrice exécutive)
- 2016 :  Abacus: Small Enough to Jail  (productrice exécutive pour Frontline)
- 2017 :  Betting on Trump: Coal  (productrice exécutive, court métrage)
- 2019 :  Pour Sama  (productrice exécutive)
- 2019 :  On the President's Orders
- 2019 :  Tutwiler  (productrice exécutive, court métrage)
- 2019 :  Ebola in Congo  (productrice exécutive, court métrage)
- 2020 : A Thousand Cuts  (productrice exécutive)
- 2023 : 20 Jours à Marioupol
- 2025 : 2000 Meters to Andriivka

### À la télévision
- 1997-1998 :  Time & Again  : productrice (série télévisée, 35 épisodes)
- 2003-2008 :  Frontline/World  : productrice (série télévisée, 5 épisodes)
- 2003-2024 : Frontline : productrice, productrice exécutive (série télévisée, 343 épisodes)
- 2010 :  God in America  : productrice (série télévisée, 3 épisodes)
- 2014 : This World  : productrice exécutive adjointe pour WGBH (série télévisée, 1 épisode)
- 2017 :  Dispatches  : productrice exécutive pour WGBH (série télévisée, 1 épisode)
- 2018-2020 :  Panorama  : productrice exécutive pour Frontline PBS (série télévisée, 2 épisodes)
- 2020 :  Trump contre Biden - Quel président pour l'Amérique ?  : productrice exécutive (téléfilm)
- 2021 :  Allemagne : la menace néo-nazie  : productrice exécutive (téléfilm)

## Récompenses et distinctions
- Raney Aronson-Rath : Récompenses, sur l'Internet Movie Database